# كأس إسكتلندا 1960–61
كأس اسكتلندا 1960–61 (بالإنجليزية: 1960–61 Scottish Cup)‏ هو موسم من كأس اسكتلندا. فاز فيه دونفرملين أثلتيك.